# Bur Genting
Bur Genting är ett berg i Indonesien.   Det ligger i provinsen Aceh, i den västra delen av landet, 1 600 km nordväst om huvudstaden Jakarta. Toppen på Bur Genting är 1 920 meter över havet.
Terrängen runt Bur Genting är kuperad åt sydväst, men åt nordost är den bergig.Runt Bur Genting är det mycket glesbefolkat, med 2 invånare per kvadratkilometer. I omgivningarna runt Bur Genting växer i huvudsak städsegrön lövskog.